# Irina Lașko
Irina Lașko (n. 25 ianuarie 1973, regiunea Samara, RSFS Rusă, URSS) este o săritoare în apă ce a reprezentat Rusia, medaliată olimpică. A participat la 4 ediții ale Jocurilor Olimpice (1988, 1992, 1996, 2004) în care a câștigat două medalii de argint și o medalie de bronz.